# Morena
Moréna ali gróblja je vsako kopičenje nekonsolidiranih naplavin (regolit in skal), ki se včasih imenujejo ledeniški til, ki se pojavljajo tako v trenutnih kot v nekdanjih poledenelih regijah in ki jih je prej nosil ledenik ali ledena plošča. Je torej ledeniška tvorba, ki nastane tako, da se med pomikanjem ledenika odtrga različen material. Sestavljen je lahko iz delno zaokroženih delcev velikosti od balvanov (v tem primeru se pogosto imenuje balvanska glina) do gramoza in peska, v pritlični masi fino razdeljenega glinastega materiala, ki se včasih imenuje ledeniška moka. 
Grušč, ki je padel iz višin, je razporejen brez reda, večji kosi, katere pa je odtrgalo čelo ledenika, se zbirajo ob topljenju ledu in nagrmadijo kot mogočen nasip, ki sestavlja čelno moreno. 
Stranske morene so nastale ko so tiste, ki so nastale ko so kosi preperin, ki so padali v ledenik z roba ob strani ledenega toka, čelne morene pa so nastale ob vznožju, kar označuje največji napredek ledenika. Druge vrste moren so zemeljske morene (območja z obdelavo, ki tvorijo plošče na ravni ali nepravilni topografiji) in medialne morene (morene, ki nastanejo tam, kjer se srečata dva ledenika).
Delovanje, pri katerem ledenik dolbe in orje po tleh, se imenuje eksaracija. Je posledica akumulacijskega delovanja.

## Etimologija
Beseda morena izhaja iz francoskega korena moraine ([mɔ.ʁɛn]), ki pa izvira iz savojsko italijanskega morena. Izraz je v geologijo uvedel Horace Bénédict de Saussure leta 1779.

## Značilnosti
Morene so reliefne oblike, sestavljene iz ledeniškega pasu, ki ga odlaga predvsem ledeniški led. Ledeniški till pa je neslojen in nerazvrščen naplavin, ki segajo po velikosti od ledeniške moke v velikosti mulja do velikih balvanov. Posamezni kamniti odlomki so običajno podolgovate do zaobljene oblike. Morene so lahko na površini ledenika ali odlagajo v obliki kupov ali listov naplavin, kjer se je ledenik stopil.

## Oblikovanje
Morene lahko nastanejo skozi številne procese, odvisno od značilnosti sedimenta, dinamike na ledu in lokacije na ledeniku, v katerem je morena nastala. Procese tvorbe morene lahko ohlapno razdelimo na pasivne in aktivne.
Pasivni procesi vključujejo polaganje kaotičnih supraglacialnih sedimentov na pokrajino z omejeno predelavo, ki običajno tvorijo grbine morene. Te morene so sestavljene iz supraglacialnih sedimentov z ledene površine.
Aktivni procesi tvorijo ali predelujejo morenski sediment neposredno s gibanjem ledu, znanim kot glaciotektonizem. Te tvorijo potisne morene in narivne morene, ki so pogosto sestavljene iz kopnega in predelanega proglacialnega sedimenta.
Morena lahko nastane tudi zaradi kopičenja peska in gramoza iz ledeniških tokov, ki izvirajo iz ledenega roba. Te pahljačaste usedline se lahko združijo v dolgo morsko bankino, ki označuje rob ledu. Več procesov se lahko združi, da tvori in predela eno moreno, večina moren pa beleži kontinuiteto procesov. Predelava moren lahko privede do tvorbe naplavin zlata, kot je to v primeru najjužnejšega Čila.
- Morena v Narodnem parku Rocky Mountain, ki ga je leta 1941 posnel Ansel Adams.
- Morena okoli ledeniškega jezera (2709 m), tik pod vrhom Musala (2925 m) v gori Rila v Bolgariji.
- Stranske morene umikajočega se ledenika v Engadinu.
- Morena Gardskega jezera.

## Tipi morene
Morene lahko razvrstimo glede na izvor, lokacijo glede na ledenik ali nekdanji ledenik ali po obliki.[13] Prvi pristop je primeren za morene, povezane s sodobnimi ledeniki, vendar je težje uporabiti za stare morene, ki jih določa njihova posebna morfologija, saj se o njihovem izvoru razpravlja. Nekateri tipi moren so znani le iz starodavnih ledenikov, medtem ko so medialne morene dolinskih ledenikov slabo ohranjene in jih je težko ločiti po umiku ali taljenju ledenika.

### Stranska morena
Stranske morene so vzporedni grebeni naplavin, odloženih ob straneh ledenika. Nekonsolidirani odpadki se lahko odložijo na vrh ledenika z zmrzaljo, ki razbije stene doline ali iz pritokov, ki tečejo v dolino ali pa so subglacialni ostanki, ki se odnesejo na površino ledenika, stopijo in prenesejo v rob ledenika.[15]
Stranske morene se lahko dvignejo do 140 metrov nad dno doline, so lahko dolge do 3 kilometre in so bolj strme blizu roba ledenika (do 80 stopinj) kot dlje (kjer so pobočja običajno 29 do 36 stopinj.

### Talna morena
Talne morene so obdelovalna območja z nepravilno topografijo in brez grebenov, ki pogosto tvorijo rahlo valovite hribe ali ravnice z reliefom, manjšim od 10 metrov. Prizemna morena je nakopičena na dnu ledu kot ležeča plošča s tanko in prekinjeno zgornjo plastjo supraglacialnega tila, ki se odlaga, ko se ledenik umika. Običajno ga najdemo na območjih med končnimi morenami.

#### Rogenska morena
Rogenske morene ali rebraste morene so vrsta bazalnih moren, ki tvorijo niz reber, pravokotnih na tok ledu v ledenem pokrovu. Vdolbine med rebri so včasih napolnjene z vodo, zaradi česar so Rogenske morene na zračnih posnetkih videti kot tigrove črte. Rogenske morene so poimenovane po jezeru Rogen v Härjedalenu na Švedskem, tipskem kraju reliefa.

#### de Geer morena
Tesno povezane z Rogenskimi morenami, so morene de Geer do 5 m visoke in 10-50 m široki grebeni, ki potekajo pravokotno na ledeni tok. Pojavljajo se v velikih skupinah v nižjih območjih. Poimenovane po Gerardu de Geeru, ki jih je prvi opisal leta 1889, so se te morene morda razvile iz razpok pod ledeno ploščo. Kvarken (ozka regija Botnijskega zaliva) ima zelo veliko gostoto moren de Geer.

### Čelna ali končna (terminalna) morena
Čelne morene ali končne (terminalne) morene (včasih tudi čelna groblja, čelni nasip, sprednja morena) so grebeni nekonsolidiranih sedimentov, odloženih na čelu ali koncu ledenika oziroma ledeniškega jezika. Običajno odražajo obliko konca ledenika. Ledeniki delujejo podobno kot tekoči trak, ki prenaša ostanke z vrha ledenika na dno, kjer jih odlaga v končne morene. Velikost in oblika končne morene sta določeni glede na to, ali ledenik napreduje, se umika ali je v ravnotežju. Dlje ko ostane konec ledenika na enem mestu, več sedimentov se nabere v moreni. Obstajata dve vrsti končnih moren: čelne in recesijske. Čelne morene označujejo največji napredek ledenika. Recesijske morene so majhni grebeni, ki ostanejo, ko se ledenik med umikom ustavi. Ko se ledenik umakne, lahko čelno moreno uniči postglacialna erozija.

#### Recesijska morena
Recesijske morene pogosto opazimo kot niz prečnih grebenov, ki potekajo čez dolino za čelno / končno moreno. Oblikujejo se pravokotno na stranske morene, med katerimi se nahajajo, in so sestavljene iz nekonsolidiranih sedimentov, ki jih je odložil ledenik. Nastanejo med začasnimi postanki v umiku ledenika.

### Medialna morena
Medialna morena je greben morene, ki poteka po središču dna doline. Nastane, ko se srečata dva ledenika in se naplavine na robovih sosednjih stranic doline združijo in se prenesejo na vrh povečanega ledenika. Ko se ledenik topi ali umika, se naplavine odlagajo in nastane greben na sredini dna doline. Ledenik Kaskawulsh v narodnem parku Kluane, Yukon, ima 1 km širok greben srednje morene.

### Supraglacialne morene
Supraglacialne morene nastanejo zaradi ostankov, ki so se nabrali na vrhu ledeniškega ledu. Ti ostanki se lahko kopičijo zaradi toka ledu proti površini v ablacijski coni, taljenja površinskega ledu ali zaradi naplavin, ki padejo na ledenik s stranskih sten doline.

### Valovita morena
Manjše ali valovite morene (angleško Washboard ker iz zraka spominja na pralno desko), so geomorfne značilnosti nizke amplitude, ki jih povzročajo ledeniki. Sestavljeni so iz nizkoreliefnih grebenov, višine od 1 do 2 metra in približno 100 metrov narazen, ki so se nabrali na dnu ledu kot ležišče.

### Veiki morena
Veiki morena je nekakšna grbina morena, ki tvori nepravilne pokrajine ribnikov in planot, obdanih z bregovi. Nastane zaradi nepravilnega taljenja ledu, prekritega z debelo plastjo naplavin. Veiki morena je pogosta na severu Švedske in delih Kanade.